# Aulus Hostilius Mancinus
Aulus Hostilius Mancinus est un homme politique romain du IIe siècle av. J.-C. ; il fait partie de la gens plébéienne des Hostilii (en).
En 180 av. J.-C., il devient préteur urbain. Dix ans plus tard, en 170 av. J.-C., il est élu consul avec Aulus Atilius Serranus.
La guerre qu'il mène contre Persée de Macédoine se révèle infructueuse. Il veille toutefois à maintenir dans l'armée la discipline nécessaire,.

### Sources antiques
- Polybe, Histoires, XXVII, 14-16 et XXXVIIII, 3.
- Tite-Live, Histoire romaine, XL, 35 ; XLIII, 4-11, 17 ; XLIV ; 1.

### Sources modernes
- (en) T. Robert S. Broughton (The American Philological Association), The Magistrates of the Roman Republic : Volume I, 509 B.C. - 100 B.C., New York, Press of Case Western Reserve University (Leveland, Ohio), coll. « Philological Monographs, number XV, volume I », 1951, 578 p..
- (de) Petrus C. Nadig, « [7] H. Mancinus, A. », dans Der Neue Pauly, Stuttgart, Metzler, 1998 (ISBN 3-476-01475-4), vol. 5, p. 746.